# Naughty by Nature
Naughty by Nature é um grupo americano de hip hop originário de East Orange, Nova Jérsei consistindo de Treach (Anthony Criss, nascido em 2 de dezembro de 1970), Vin Rock (Vincent Brown, nascido em 17 de setembro de 1970) e DJ Kay Gee (Keir Lamont Gist, nascido em 15 de setembro de 1969).

## História

### Anos 1980
O grupo foi formado em East Orange, Nova Jérsei, em 1986 como The New Style. O grupo apareceu no cenário musical em, lançando o álbum chamado Independent Leaders ainda como The New Style. O álbum alcançou algum sucesso com a faixa "Scuffin' Those Knees". Após o lançamento de seu primeiro álbum, o grupo teve como mentora Queen Latifah, e subsequentemente trocou seu nome.

## Discografia
Álbuns de estúdio
- Independent Leaders (1989)
- Naughty by Nature (1991)
- 19 Naughty III (1993)
- Poverty's Paradise (1995)
- Nineteen Naughty Nine: Nature's Fury (1999)
- IIcons (2002)
- Anthem Inc. (2011)

## Prêmios e indicações
Grammy Awards
| Ano  | Trabalho           | Prêmio                                 | Resultado |
| ---- | ------------------ | -------------------------------------- | --------- |
| 1992 | "O.P.P."           | Best Rap Performance by a Duo or Group | Indicado  |
| 1994 | "Hip Hop Hooray"   | Best Rap Performance by a Duo or Group | Indicado  |
| 1996 | Poverty's Paradise | Best Rap Album                         | Venceu    |
| 1996 | "Feel Me Flow"     | Best Rap Performance by a Duo or Group | Indicado  |

American Music Awards
| Ano  | Artista           | Prêmio                              | Resultado |
| ---- | ----------------- | ----------------------------------- | --------- |
| 1992 | Naughty by Nature | Favorite New Artist - Rap / Hip-Hop | Venceu    |
| 1994 | Naughty by Nature | Favorite Rap/Hip-Hop Artist         | Indicado  |
| 1996 | Naughty by Nature | Favorite Rap/Hip-Hop Artist         | Indicado  |